# Rebellion (équipementier sportif)
Pour les articles homonymes, voir Rebellion (homonymie).
Rebellion est un équipementier sportif suédois spécialisé dans la fabrication de matériel de hockey sur glace. Il est particulièrement connu pour ses bâtons (ou crosse de hockey) utilisés par les joueurs des ligues professionnelles de hockey, mais il fabrique également des protections d'épaules ou des gants. 
Son siège social se trouve à Örebro, dans le comté d'Örebro, en Suède, et la société possède une filiale en Ontario, au Canada, dans la ville de Midland.